# Nuoto ai campionati mondiali di nuoto 2022 - 200 metri rana femminili
La gara di nuoto dei 200 metri rana femminili dei campionati mondiali di nuoto 2022 è stata disputata il 22 e 23 giugno 2022 presso la Duna Aréna di Budapest. Vi hanno preso parte 28 atlete provenienti da 24 nazioni.
La competizione è stata vinta dalla nuotatrice statunitense Lilly King, mentre l'argento e il bronzo sono andati rispettivamente all'australiana Jenna Strauch e all'altra statunitense Kate Douglass.

## Podio
| Posizione | Atleta        | Nazionalità |
| --------- | ------------- | ----------- |
| Oro       | Lilly King    | Stati Uniti |
| Argento   | Jenna Strauch | Australia   |
| Bronzo    | Kate Douglass | Stati Uniti |

## Programma
| Data           | Ora (UTC+2) | Turno      |
| -------------- | ----------- | ---------- |
| 22 giugno 2022 | 09:36       | Batterie   |
| 22 giugno 2022 | 19:22       | Semifinali |
| 23 giugno 2022 | 18:52       | Finale     |

## Record
Prima della competizione il record del mondo e il record dei campionati erano i seguenti:
| Record mondiale       | 2'18"95 | Tatjana Schoenmaker Sudafrica   | 30 luglio 2021 Tokyo, Giappone    |
| Record dei campionati | 2'19"11 | Rikke Møller Pedersen Danimarca | 1º agosto 2013 Barcellona, Spagna |

Nel corso della competizione non sono stati migliorati.

## Risultati

### Batterie
| Pos. | Batteria | Corsia | Atleta                 | Nazionalità   | Tempo   | Note |
| ---- | -------- | ------ | ---------------------- | ------------- | ------- | ---- |
| 1    | 2        | 6      | Kelsey Wog             | Canada        | 2'24"37 | Q    |
| 2    | 3        | 4      | Lilly King             | Stati Uniti   | 2'24"46 | Q    |
| 3    | 3        | 3      | Kotryna Teterevkova    | Lituania      | 2'24"79 | Q    |
| 4    | 1        | 4      | Kate Douglass          | Stati Uniti   | 2'25"54 | Q    |
| 4    | 2        | 4      | Molly Renshaw          | Gran Bretagna | 2'25"54 | Q    |
| 6    | 1        | 3      | Jenna Strauch          | Australia     | 2'25"56 | Q    |
| 7    | 2        | 3      | Francesca Fangio       | Italia        | 2'25"70 | Q    |
| 8    | 3        | 2      | Sophie Hansson         | Svezia        | 2'25"74 | Q    |
| 9    | 3        | 5      | Abbie Wood             | Gran Bretagna | 2'25"95 | Q    |
| 10   | 1        | 5      | Yu Jingyao             | Cina          | 2'26"07 | Q    |
| 11   | 1        | 1      | Tes Schouten           | Paesi Bassi   | 2'26"85 | Q    |
| 12   | 2        | 5      | Lisa Mamié             | Svizzera      | 2'27"28 | Q    |
| 13   | 1        | 6      | Abbey Harkin           | Australia     | 2'27"44 | Q    |
| 14   | 3        | 7      | Kristýna Horská        | Rep. Ceca     | 2'27"84 | Q    |
| 15   | 3        | 8      | Moon Sua               | Corea del Sud | 2'27"91 | Q    |
| 16   | 2        | 1      | Eszter Békési          | Ungheria      | 2'27"95 | Q    |
| 17   | 3        | 6      | Jessica Vall           | Spagna        | 2'28"08 |      |
| 18   | 1        | 7      | Melissa Rodríguez      | Messico       | 2'28"19 |      |
| 19   | 3        | 1      | Eneli Jefimova         | Estonia       | 2'28"51 |      |
| 20   | 2        | 7      | Anastasia Gorbenko     | Israele       | 2'28"58 |      |
| 21   | 2        | 2      | Tang Qianting          | Cina          | 2'29"35 |      |
| 22   | 2        | 8      | Nikoleta Trníková      | Slovacchia    | 2'29"45 |      |
| 23   | 1        | 2      | Anna Elendt            | Germania      | 2'30"08 |      |
| 24   | 3        | 0      | Sim En Yi Letitia      | Singapore     | 2'31"31 |      |
| 25   | 1        | 0      | Kamila Isaieva         | Ucraina       | 2'32"53 |      |
| 26   | 2        | 9      | Emily Santos           | Panama        | 2'38"72 |      |
| 27   | 3        | 9      | Micaela Sierra         | Uruguay       | 2'39"05 |      |
| -    | 2        | 0      | Phiangkhwan Pawapotako | Thailandia    | -       | dns  |
| -    | 1        | 8      | Macarena Ceballos      | Argentina     | -       | dq   |

### Semifinali
| Pos. | Semifinale | Corsia | Atleta              | Nazionalità   | Tempo   | Note |
| ---- | ---------- | ------ | ------------------- | ------------- | ------- | ---- |
| 1    | 1          | 3      | Jenna Strauch       | Australia     | 2'22"22 | Q    |
| 2    | 1          | 4      | Lilly King          | Stati Uniti   | 2'22"58 | Q    |
| 3    | 2          | 5      | Kotryna Teterevkova | Lituania      | 2'23"66 | Q    |
| 4    | 1          | 5      | Kate Douglass       | Stati Uniti   | 2'23"79 | Q    |
| 5    | 2          | 4      | Kelsey Wog          | Canada        | 2'23"82 | Q    |
| 6    | 2          | 3      | Molly Renshaw       | Gran Bretagna | 2'24"06 | Q    |
| 7    | 2          | 2      | Abbie Wood          | Gran Bretagna | 2'24"46 | Q    |
| 8    | 2          | 6      | Francesca Fangio    | Italia        | 2'25"09 | Q    |
| 9    | 1          | 6      | Sophie Hansson      | Svezia        | 2'25"12 |      |
| 10   | 1          | 7      | Lisa Mamié          | Svizzera      | 2'25"56 |      |
| 11   | 1          | 2      | Yu Jingyao          | Cina          | 2'26"10 |      |
| 12   | 2          | 7      | Tes Schouten        | Paesi Bassi   | 2'26"25 |      |
| 13   | 2          | 1      | Abbey Harkin        | Australia     | 2'26"28 |      |
| 14   | 2          | 8      | Moon Sua            | Corea del Sud | 2'26"64 |      |
| 15   | 1          | 1      | Kristýna Horská     | Rep. Ceca     | 2'27"87 |      |
| 16   | 1          | 8      | Eszter Békési       | Ungheria      | 2'28"17 |      |

### Finale
| Pos.    | Corsia | Atleta              | Nazionalità   | Tempo   | Note |
| ------- | ------ | ------------------- | ------------- | ------- | ---- |
| Oro     | 5      | Lilly King          | Stati Uniti   | 2'22"41 |      |
| Argento | 4      | Jenna Strauch       | Australia     | 2'23"04 |      |
| Bronzo  | 6      | Kate Douglass       | Stati Uniti   | 2'23"20 |      |
| 4       | 2      | Kelsey Wog          | Canada        | 2'23"86 |      |
| 5       | 3      | Kotryna Teterevkova | Lituania      | 2'23"90 |      |
| 6       | 7      | Molly Renshaw       | Gran Bretagna | 2'23"92 |      |
| 7       | 8      | Francesca Fangio    | Italia        | 2'25"08 |      |
| 8       | 1      | Abbie Wood          | Gran Bretagna | 2'26"19 |      |